# Nuts
«Nuts» (en España, Loca; en Perú y en otros países hispanohablantes, Me quieren volver loca) es una película dramática (cine judicial) estadounidense de 1987 dirigida por Martin Ritt e interpretada por Barbra Streisand, Richard Dreyfuss, Karl Malden (antes de fallecer en el 2009), Maureen Stapleton, Eli Wallach y Leslie Nielsen (su última película de drama), entre otros. El guion fue de Tom Topor, Darryl Ponicsan y Alvin Sargent, basado en la obra de teatro homónima de Tom Topor de 1979.
Elegida entre las 100 películas de juicios/abogados más importantes para estudiantes de derecho, abogados e interesados, por Alexander Tanford, profesor de la Universidad de Indiana.

## Trama
Cuando la prostituta Claudia Draper (Barbra Streisand) asesina en defensa propia a su cliente, Allen Green, su madre Rose y su padrastro Arthur intentan declararla interdicta por demente con el doctor Herbert Morrison para evitar un escándalo público. Dándose cuenta de que si sus padres logran su cometido será internada en un psiquiátrico por un período de tiempo indeterminado, por lo que Claudia está decidida a demostrar su salud mental para ser enjuiciada.
El abogado que sus padres contratan para defenderla renuncia cuando Claudia lo ataca, y el tribunal le designa un abogado de oficio, Aaron Levinsky (Richard Dreyfuss), a quien también se opone hasta que se da cuenta de que está de su parte. Aaron comienza a investigar el pasado de Claudia, quien proviene de una clase media alta, para comprender cómo puede ser que haya terminado en esta situación. Cada dato que va recogiendo le revela sórdidos aspectos de la vida de Claudia.

## Reparto
| Actor             | Personaje            |
| ----------------- | -------------------- |
| Barbra Streisand  | Claudia Draper       |
| Richard Dreyfuss  | Aaron Levinsky       |
| Maureen Stapleton | Rose Kirk            |
| Karl Malden       | Arthur Kirk          |
| Eli Wallach       | Dr. Herbert Morrison |
| Robert Webber     | Francis MacMillan    |
| James Whitmore    | Juez Stanley Murdoch |
| Leslie Nielsen    | Allen Green          |
| William Prince    | Clarence Middleton   |
| Dakin Matthews    | Juez Lawrence Box    |

## Reconocimientos
La película fue nominada al Globo de Oro para la Mejor Película Dramática. Barbra Streisand fue nominada al Globo de Oro para la Mejor Actriz Dramática y al David de Donatello a la mejor actriz protagonista. Richard Dreyfuss fue nominado al Globo de Oro al mejor actor de reparto.

## Críticas
En su mayoría fueron críticas mixtas. En el sitio recopilador de críticas Rotten Tomatoes mantiene un 38% de aprobación, basado en 21 críticas de profesionales. Pero en el mismo sitio, según las críticas de los usuarios (4.149 usuarios), mantiene un 72% de aprobación, y en el sitio IMDb mantiene un 6.8 en base a 4.061 usuarios.
Fue nominada al Globo de Oro como Mejor Película-Drama en 1988.

## En video
Warner Home Video estrenó la película en la Región 1 DVD el 1 de julio del 2003. Está en formato de pantalla ancha anamórfica con pistas de audio en inglés y en francés y subtítulos en inglés, en francés y en español. Incluye también los comentarios de Barbra Streisand y de fotografías de producción.